# Атамухамедов, Акбар Хамидович
Акбар Хамидович Атамухаммедов (узб. Akbar Atamuhamedov; род. 13 ноября 1980 года, Ташкент, Узбекская ССР, СССР) – узбекский эстрадный певец, композитор, актёр, радио и телеведущий. Солист и художественный руководитель группы «SADO» (с 2004 года). Известен созданием узбекских национальных каверов на популярные западные песни, исполнением песен Фарруха Закирова, а также авторских композиций. Его дискография насчитывает 1 сольный и 3 альбома в составе группы «SADO». Награждён медалью «Шухрат» (2016).

## Биография
Акбар родился 13 ноября 1987 года в Ташкенте, единственный ребёнок в семье Хамиджана Атамухамедова и Юлдуз Насибалиевой.
Музыкальная карьера Акбара началась в 2001 году с победы в ежегодном государственном конкурсе патриотической песни «Узбекистон — Ватаним маним» в номинации «Эстрадная песня».
В 2004 году выходит первый сингл «16-чи кушик» («16-chi qo’shiq»), а также одноимённый видеоклип, который 2 месяца занимал 1 место и ещё 2 месяца находился в топ-3 по рейтингу телеканала «TV Markaz».
В этом же году Акбар собирает группу музыкантов и активно выступает с коллективом, одновременно работая на радио «TERRA» радиоведущим и ведущим еврочарта на телеканале «TV Markaz».
Пел в дуэте с такими исполнителями как Фаррух Закиров, Роза Рымбаева, Мансур Ташматов, Ширин Маматова, Женисбек Пиязов, Нилуфар Усманова, Манзура, Самандар Хамрокулов.
С 2005 по 2013 год был главным редактором радио Terra.
В 2008 году группа Атамухамедова с разрешения Владимира Барамыкова (руководителя узбекского ВИА «Садо» в 1970-1980 годах) стала называться «SADO».
В 2016 году Акбар окончил факультет режиссуры массовых праздников Узбекского государственного института искусств и культуры (курс Бахтиёра Сайфуллаева). В 2017 году поступил и ведёт научную деятельность в докторантуре по направлению «Культурология».
В 2016 году участвовал в мюзикле «Мой Ташкент».
С 2018 года ведущий программы «Севимли кун» на телеканале «Sevimli TV».

### Семья
С 2008 года женат. Жена – Шахло, есть дочь.

## Дискография

### Сольно
- 2004 – «16-chi qoshiq» (CD-сингл, PanTerra studio)
- 2006 – «Nido» (CD-сингл, PanTerra studio)
- 2007 – «Esla» (CD-альбом, PanTerra studio)

### В составе «SADO»
- 2010 – «Узбек аёли» (CD-альбом, PanTerra studio)
- 2011 – «Chiroylisan» (CD-альбом, PanTerra studio)
- 2012 – «Suzane at Tower Bridge» (CD-альбом, PanTerra studio)
- 2017 – «Senga savolim bor, sevgi» (CD-сборник, OHANG Media)

## Фильмография
- 2004 – «Новогодняя Фея» / Янги йил Париси – камео
- 2005 – «Ура, Сумалак» / Вой дод, Сумалак – сын
- 2008 – «Сожаление» / Афсус – Даврон

## Награды и звания
- Награждён медалью «Шухрат»  2016 — год [1].
- Орден «Дустлик» 2022 — год [12]